# Лопапейса

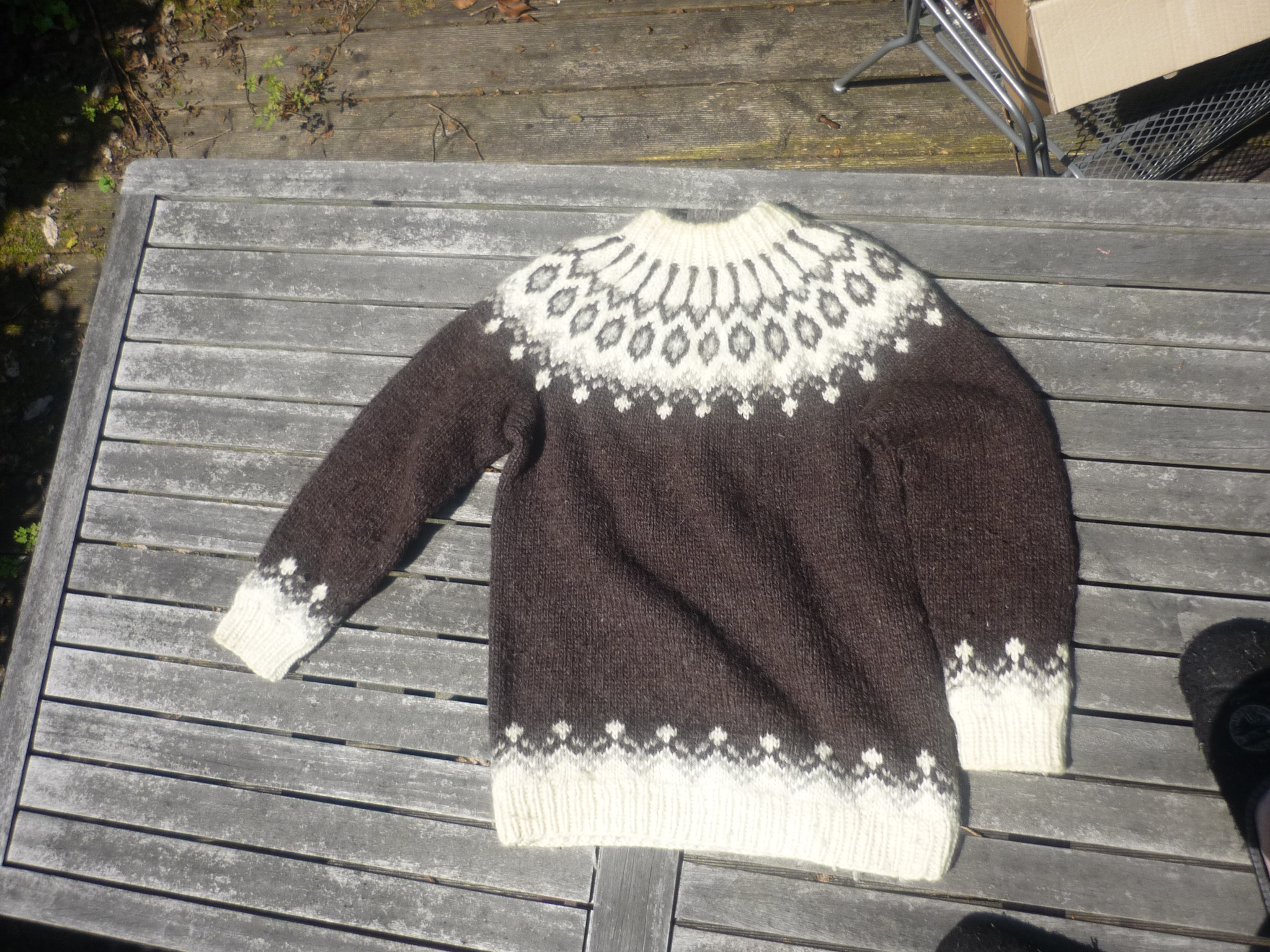
Лопапейса.

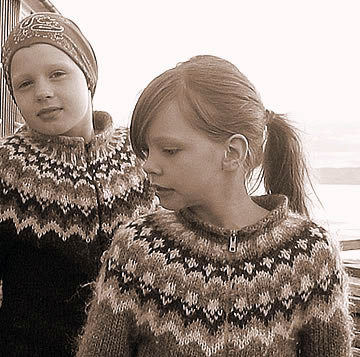
Исландские девочки, одетые в лопапейса.

Ло́папейса, или исландский свитер — модель свитера, возникшая в середине XX века, когда импорт иностранных товаров вытеснил исландские народные изделия. Чтобы использовать отечественную шерсть, была придумана лопапейса. Скорее всего, стиль заимствован из национальных костюмов гренландских женщин. Свитер носят и женщины, и мужчины.
Для вязания лопапейсы используется только овечья шерсть. Традиционные цвета — чёрный и белый, хотя сейчас в Исландии можно найти свитер практически любого цвета. У традиционной лопапейсы нет молнии или пуговиц, однако в магазинах продаются разные лопапейсы, в том числе с молнией, пуговицами и даже капюшоном.
Дословно lopapeysa переводится как свитер (peysa), связанный из лопи (lopi). В Исландии её выпускали с целью поддержать местную экономику, но за короткое время лопапейсы стали очень популярны и превратились в национальный символ антиглобализма.